# Bătălia de la Texel
Bătălia navală de la Texel sau Bătălia de la Kijkduin (cum este cunoscută în istoriografia neerlandeză) a avut loc la 11/21 august 1673 între flota neerlandeză și flota combinată anglo-franceză și a fost ultima bătălie importantă din al Treilea Război Anglo-Olandez (1672–1674), care făcea parte el însuși din Războiul Franco-Neerlandez (1672–1678), în care Ludovic al XIV-lea a invadat Republica și a încercat să obțină controlul asupra Țărilor de Jos Spaniole. Anglia a fost implicată datorită Tratatului de la Dover, încheiat în secret de către regele Carol al II-lea al Angliei, și care a fost foarte nepopular în Parlamentul Englez.

## Context
Comandanții supremi ale forțelor militare engleze și neerlandeze erau Înaltul Lord al Amiralității Iacob Stuart, duce de York, mai târziu rege sub numele Iacob al II-lea al Angliei, și amiralul-general Willem III de Orania, ginerele lui Iacob și de asemenea viitor rege al Angliei. Nici unul dintre ei nu a participat la luptă. Bătălia de la Texel s-a produs atunci când flota neerlandeză s-a opus debarcării trupelor de către flota combinată anglo-franceză.
Prințul Rupert de Rin era comandatul general al flotei aliate de 95 nave de război și 30 nave incendiare, luând comanda escadrei centrale el însuși, cu Jean II d'Estrees comandând avangarda și Sir Edward Spragge ariergarda. Flota neerlandeză de 75 nave de război și 30 nave incendiare era comandată de locotenentul-amiral-general Michiel Adriaenszoon de Ruyter, cu locotenenții-amirali Adriaen Banckert conducând avangarda și Cornelis Tromp ariergarda. Neerlandezii erau într-un și mai mare dezavantaj decât numerele de deasupra o arată, deoarece navele de război neerlandeze erau în medie mai mici decât oponentele lor atât engleze cât și franceze și aveau tunuri de calibru inferior.
De Ruyter hotărâse inițial să nu părăsească poziția defensivă de la Schooneveld, de unde angajase cu succes flota aliată în dubla Bătălie de la Schooneveld, dar statoudherul Willem îi ordonă contrariul pentru a salva Flota Mirodeniilor care se întorcea din Indiile Orientale. 

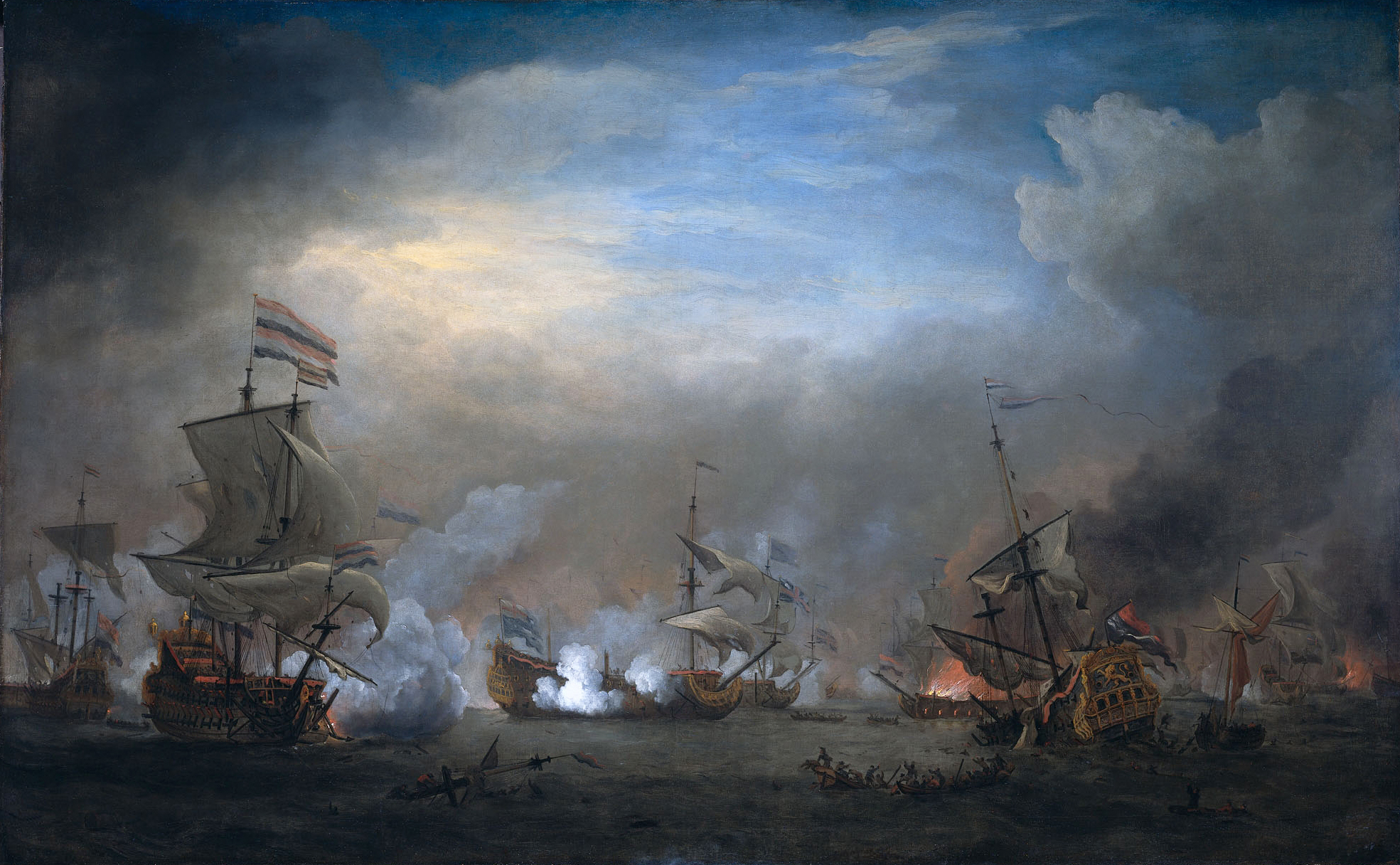
Bătălia de la Texel (1707) pictură de Willem van de Velde cel Tânăr

## Desfășurarea bătăliei
Flota aliată ieși în larg abia în a doua jumătate a lunii iulie, lăsând și de această dată trupele de desant să aștepte în port curățarea mării de flota neerlandeză. Un semnal de alarmă pentru neerlandezi a fost și capturarea de către nava franceză Bourbon a corabiei Popkensburg, detașată din Flota Indiilor Orientale. La 20 august luă contact vizual cu flota neerlandeză când aceasta se deplasa între Texel și Meusa. Rupert ordonă imediat pregătirea de luptă; dar cum vântul bătea din direcția Nord-Vest, dând aliaților avantajul de a începe lupta, De Ruyter se folosi de cunoașterea apelor locale pentru a ține flota atât de aproape de plajă încât inamicul nu îndrăzni să înainteze, fiind deja ora târzie în acea zi. În timpul nopții direcția vântului se schimbă la Est-Sud-Est dinspre uscat și la ivirea zorilor neerlandezii ridicară velele și atacară.
Inițial ambele flote formară linia cu Tromp deschizând calea neerlandezilor și Spragge cu Escadra albastră în dreptul său, dar la ora 7, când neerlandezii se apropiau deja, Rupert dădu semnalul virării în vânt, neavând spațiu de luptă spre Est. De Ruyter întoarse și el și acțiunea începu cu aliații înaintând spre Sud-Vest-Sud. Francezii se aflau înainte, Escadra Roșie în centru și Escadra Albastră în ariergardă.
Perfecționând manevra care îi reușise în urmă cu un an în Bătălia de la Solebay, în care întreaga escadră a lui Banckert (o treime din flota neerlandeză) se opusese escadrei franceze, De Ruyter își trimise înainte doar divizia înaintată a lui Cornelis Evertsen din avangarda lui Adriaen Banckert, alcătuită din numai 7 nave de linie și o fregată, pentru a se opune diviziei franceze din fața lui, condusă de Marchizul de Martel. De această dată a doua divizie franceză, comandată de D'Estrées, a fost aproape ignorată, și celelalte două divizii din escadra lui Banckert s-au alăturat lui De Ruyter în atacul asupra Escadrei Roșii și a ultimei divizii din Escadra Albă (franceză).
Astfel Evertsen cu 7 nave îl înfruntă pe Martel cu 10 nave, următoarele 8 nave franceze nu aveau oponenți apropiați; De Ruyter cu 18 nave de linie și Banckert cu restul de 14 nave îl întâmpinară pe Rupert cu 30 nave și pe ultimele 12 nave franceze. Astfel că nu se poate admite, precum o fac unele surse contemporane, că neerlandezii obținuseră superioritatea locală în centru, însă De Ruyter reuși să înceapă lupta cu un dezavantaj numeric mai redus decât dacă ar fi trebuit să angajeze în mod clasic fiecare divizie corespondentă flotei inamice.
Marchizul de Martel, care deschidea linia aliată, primi ordinul de a înainta în fața neerlandezilor, de a ocoli avangarda adversă și de a urca în vânt pentru a plasa navele neerlandeze între două focuri. El însuși nu reuși manevra, însă a doua navă în linie, Sans-Pareil (64), comandată de Tourville, viitorul amiral francez, obținu avantajul vântului și urmat de Precieux (50), Aquilon (50) și Temeraire (50) dublă linia neerlandeză. Dar imediat cum văzu pericolul, Evertsen viră spre francezi și trecu pur și simplu printre celelalte 20 nave ale diviziilor lui D'Estrées și Des Ardents cu cele 7 nave ale sale; apoi întoarse cu vântul și coborî spre De Ruyter care angajase o luptă aprigă cu Rupert. Martel, deși acuzat de superiorul său că nu l-a susținut în luptă, trebui să oprească pentru reparații. Această manevră fu încununată de succes, căci D'Estrées și Des Ardents nu îl urmară (folosind aceeași scuză ca și Martel), iar navele franceze nu mai putură juca nici un rol important în bătălia care deveni o încleștare istovitoare între grosul flotei neerlandeze și escadrele engleze din centru și ariergardă. Ambele suferiră multe daune în timpul orelor de luptă strașnică.
În lupta sa cu De Ruyter, Rupert încercă să îl atragă pe acesta cât mai în larg pentru ca atunci când vântul s-ar schimba neerlandezii să nu se mai poată adăposti sub coastă. De Ruyter îl urmă și separarea dintre centru și avangardă fu folosită ca scuză pentru D'Estrées pentru întârzierea sa de a se întoarce în luptă, deși pe Evertsen nu îl împiedică să se alăture comandantului său.
În ariergardă Spragge se opri pentru a îl aștepta pe Tromp să se apropie, detașându-se astfel de centrul englez. Spragge și Tromp, comandându-și respectivele ariergarde, 21 nave de linie neerlandeze contra 27 englezești, se ciocniră în mod repetat (Spragge jurase în mod public în fața regelui Carol că de această dată îl va omorî sau captura pe vechiul său inamic Tromp). Lupta dintre ei începu conform etichetei: Tromp pe Gouden Leeuw (82) împotriva lui Spragge pe Royal Prince (100), Sweers împotriva lui Kempthorne, De Haen împotriva lui Ossory. La urma ariergărzii, Sweers reuși să iasă superior în lupta cu Kempthorne și forță divizia acestuia să coboare sub vânt; dar Ossory a rămas pe poziții în fața lui De Haen, deși focul neerlandezilor era mai rapid și mai precis decât cel al englezilor. Între timp Tromp și Spragge rămaseră unul în fața celuilalt timp de 3 ore într-un duel nimicitor, dar și în acest caz se dovedi superioritatea tunarilor neerlandezi, căci trecură 3 ore înainte de a muri prima persoană pe Gouden Leeuw în timp ce Royal Prince a suferit teribil.
La amiază, odată cu schimbarea direcției vântului către Sud-Vest, Escadra Albastră se află sub vânt față de neerlandezi, iar Spragge încercă să vireze pentru a profita de acest avantaj, însă nava sa avariată nu rezistă, catargul principal și artimonul cedând și lăsând nava dezafectată și fără ajutor. Ossory se apropie imediat cu St Michael (90) și alte nave din divizia sa pentru a se interpune între nava-amiral și neerlandezi, în timp ce Spragge își mută steagul pe St George (70). La scurt timp după sosirea sa la bord, această navă își pierdu arborele-gabier central și Spragge luă hotărârea de a trece din nou pe altă navă. Se îndreptă spre Royal Charles (100), dar aproape imediat ce barca sa se îndepărtă de St George, o ghiulea ce trecu prin corpul acestei nave scufundă barca și Spragge se înecă.
Sosi rândul lui Tromp să își schimbe steagul, căci deși Gouden Leeuw nu fusese atât de avariată precum Prince, se afla în pericol iminent de a-și pierde catargele și de a nu mai putea lupta mai departe. Prin urmare, Tromp trecu pe Komeetster (68) și reînnoi atacul asupra navei-amiral a lui Spragge, dar fu separat rapid de aceasta de către sosirea lui Kempthorne. Urmă o luptă la distanță scurtă, cu Ossory înfruntându-i pe neerlandezii aflați sub vânt și Kempthorne pe cei din vânt, nave incendiare fiind consumate fără rezultat de ambele părți. Neerlandezii se concentrară pe capturarea primei nave-amiral a lui Spragge, Royal Prince, avariată și aparent abandonată de celelalte nave englezești. Însă aceasta fu salvată și remorcată de două fregate sub protecția lui Ossory. Lupta continuă până la sosirea lui Rupert cu Escadra Roșie și a lui De Ruyter și Banckert cu restul flotei neerlandeze în jurul orei 5.
Datorită preocupării lui Spragge de a se duela cu Tromp, centrul englez fu separat de ariergardă, înfruntându-se cu centrul neerlandez sub De Ruyter și locotenentul-amiral Aert Jansse van Nes. Escadra Roșie a trebuit să înfrunte trei locotenent-amirali, doi vice-amirali și doi contra-amirali neerlandezi, cu alte cuvinte primele două escadre neerlandeze, cu excepția diviziei lui Evertsen. Inițial, alături de Rupert s-au aflat 12 nave franceze, divizia din ariergarda Escadrei Albe, sub Des Ardents, dar în ciuda faptului că aliații aveau și aici superioritate numerică, neerlandezii se dovediră superiori în lupta confuză.
De Ruyter separă ultima divizie din centrul englez, comandată de Chicheley, iar Des Ardents plecă pentru a i se alătura lui D'Estrées, astfel că Rupert se găsi cu restul de 20 de nave înconjurat de 30 nave neerlandeze: De Ruyter și divizia sa între Royal Sovereign (100), nava-amiral a lui Rupert, și divizia lui Chicheley, Aert van Nes și alte două nave-amiral neerlandeze înainte sub vânt de el și escadra zeelandeză a lui Banckert în spatele său în vânt. Susținut de Royal Katherine (100) sub Legge, Rupert coborî încet spre divizia lui Chicheley, într-o acțiune pe care neerlandezii o considerară o retragere din luptă, Escadra Roșie îndepărtându-se spre Nord-Vest. Escadra franceză încerca în acele momente să se apropie de Rupert, dar se afla încă la câteva mile spre Sud-Est.
Rupert reuși în cele din urmă să dezangajeze lupta pe la ora 2, și văzând că ariergarda engleză nu se descurca în fața echivalentei sale neerlandeze, se îndreptă spre ea, urmat fiind de către De Ruyter. Cele două escadre centrale virară pe un curs paralel și, în ciuda faptului că se aflau în raza de acțiune a tunurilor, printr-un consimțământ mutual, indus probabil de muniția pe terminate, se abținură de a se mai bombarda. La orele 4 după-amiaza, escadrele centrale și ariergărzile se reuniră de ambele părți și în jurul orei 5 a fost reluată lupta.
Rupert arboră semnalul de formare a linie de-a lungul navei sale, dar nu reuși să adune decât vreo 12 nave. Chicheley se afla puțin mai în față apărând pe Royal Prince, iar din Escadra Albastră au rămas puține nave capabile să mai lupte, în vreme ce D'Estrées, deși se afla destul de aproape de scenă, ignoră semnalul și a rămas în vânt. Deși a înțeles ordinul dat de către comandantul flotei aliate, Martel fu împiedicat de către D'Estrées să se alăture liniei.
Ambele flote fiind extenuate, în cele din urmă englezii abandonară încercarea de a debarca trupe și ambele părți se retraseră la orele 7 seara spre Nord-Vest iar neerlandezii întoarseră spre Est.

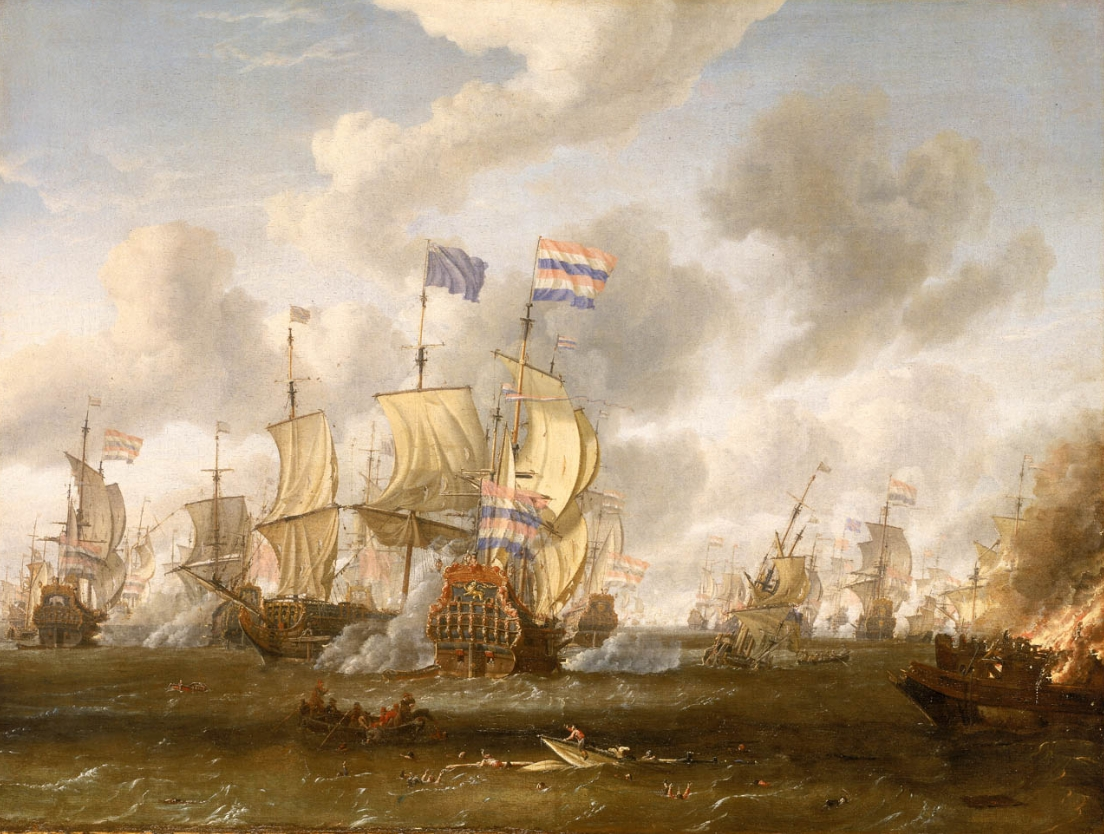
Bătălia de la Texel (1707) pictură de Abraham Storck

## Urmările
Nici o navă majoră nu a fost scufundată (deși câteva nave incendiare au fost consumate de ambele părți iar englezii au pierdut și iahtul Henrietta), dar multe au fost avariate serios și au murit în jur de 3.000 de oameni: două treimi dintre ei erau englezi și francezi; aliații au pierdut un amiral, Spragge, iar un altul, Harman, a murit după câteva săptămâni din cauza rănilor, plus încă cinci căpitani de navă; neerlandezii au avut doi amirali, Isaac Sweers și Johan de Liefde, și patru căpitani morți, iar un al cincilea căpitan (promovat la gradul de contra-amiral în timpul bătăliei) rănit mortal. Au fost trimise în port pentru reparații urgente cinci nave englezești și patru nave neerlandeze.
Flota aliată a încercat apoi să se apropie de Scheveningen, dar din cauza vremii și a navelor avariate aflate în stare prea proastă pentru a continua campania navală, Prințul Rupert a fost constrâns să se retragă la 24 august pe Tamisa. Neerlandezii au patrulat în Marea Nordului  până la Bancul Dogger, de unde au escortat în porturi convoaie de nave comerciale. De Ruyter s-a îndreptat spre coasta Angliei pentru a provoca distrugeri și pentru a arăta de partea cui a fost victoria în ultima bătălie, dar vremea proastă l-a împiedicat la jumătatea drumului spre Tamisa și la 13-14 septembrie flota neerlandeză a intrat în porturi.
După bătălie De Ruyter și amiralii săi au fost răsplătiți și aclamați în public, dar de cealaltă parte Prințul Rupert i-a acuzat pe francezi că nu și-au făcut datoria în luptă. Istoricii pun lipsa impactului francez asupra bătăliei pe seama strălucitei manevre a lui De Ruyter. Însă este adevărat că D'Estrées avea ordine stricte din partea lui Ludovic al XIV-lea să nu primejduiască flota franceză, după cum a recunoscut chiar el după luptă. Martel însuși a confirmat acuzele lui Rupert, ceea ce l-a costat pe vice-amiralul francez încarcerarea la Bastilia pentru lipsa de disciplină. În octombrie escadra franceză s-a întors la Brest și nu a mai colaborat cu englezii pe tot parcursul războiului.
În ciuda încheierii indecise, bătălia a fost o victorie strategică clară pentru neerlandezi:  a fost înlăturat pentru totdeauna pericolul invaziei de pe mare, porturile neerlandeze au fost deschide comerțului, iar Flota neerlandeză nu mai avea de luptat decât cu vremea pentru stăpânirea Mării Nordului. Geniul lui Michiel de Ruyter a salvat încă o dată Provinciile Unite, putându-se face o asemănare cu Bătălia de la Trafalgar când Nelson a scos similar din luptă avangarda inamică și s-a concentrat asupra centrului și ariergărzii.
La sfârșitul lunii august Provinciile Unite au format o alianță cu Spania și francezii au abandonat teritoriul Republicii. Al Treilea Război Anglo-Neerlandez luă sfârșit cu semnarea Tratatului de la Westminster între englezi și neerlandezi la 9 februarie 1674, după ce Carol al II-lea a fost obligat de Parlament să renunțe la acordul cu Ludovic al XIV-lea. Abia în 1781 se vor mai lupta între ele flotele neerlandeze și britanice.

## Flota aliată Anglo-Franceză
86 nave de linie, 9 fregate (95 nave de război) cu 5.458 tunuri și 32.956 oameni, 3 fregate ușoare, 32 nave incendiare, c60 bărci lungi, flute, iahturi și alte nave mici (~200 nave in total)
| ESCADRA ALBĂ (FRANCEZĂ) (Jean d'Estrées) (nu se cunoaște ordinea exactă a navelor în linia de bătaie) 30 nave de linie cu 1.832 tunuri si 11.605 oameni, 4 fregate ușoare, 9 bărci lungi, 9 nave incendiare | ESCADRA ALBĂ (FRANCEZĂ) (Jean d'Estrées) (nu se cunoaște ordinea exactă a navelor în linia de bătaie) 30 nave de linie cu 1.832 tunuri si 11.605 oameni, 4 fregate ușoare, 9 bărci lungi, 9 nave incendiare | ESCADRA ALBĂ (FRANCEZĂ) (Jean d'Estrées) (nu se cunoaște ordinea exactă a navelor în linia de bătaie) 30 nave de linie cu 1.832 tunuri si 11.605 oameni, 4 fregate ușoare, 9 bărci lungi, 9 nave incendiare | ESCADRA ALBĂ (FRANCEZĂ) (Jean d'Estrées) (nu se cunoaște ordinea exactă a navelor în linia de bătaie) 30 nave de linie cu 1.832 tunuri si 11.605 oameni, 4 fregate ușoare, 9 bărci lungi, 9 nave incendiare | ESCADRA ALBĂ (FRANCEZĂ) (Jean d'Estrées) (nu se cunoaște ordinea exactă a navelor în linia de bătaie) 30 nave de linie cu 1.832 tunuri si 11.605 oameni, 4 fregate ușoare, 9 bărci lungi, 9 nave incendiare |
| --- | --- | --- | --- | --- |
| Rang | Navă | Tunuri | Echipaj | Căpitan |
| 1 | Reine | 104 | 800 | Vice-amiralul Jean II Comte D'Estrées (comandă divizia centrală), căpitan Cavalerul Jacques de Cuers de Cogolin                                                                                             |
| 1 | Royal Thérese | 80 | 500 | Locotenentul-general Marchizul Damien de Martel (comandă avangarda) |
| 2 | Terrible | 70 | 450 | Șeful de escadră Marchizul Hector des Ardens (comandă ariergarda) |
| 2 | Orgueilleux | 70 | 450 | Șeful de escadră Marchizul François de Grancey, căpitan De Belle-Isle-Erard |
| 2 | Conquérant | 70 | 450 | Contele de Sourdis |
| 2 | Foudroyant | 70 | 450 | Jean Gabaret |
| 2 | Pompeux | 70 | 430 | Cavalerul de Biou |
| 2 | Invincible | 70 | 420 | Cavalerul d'Estivalles †, căpitan secund Marchizul d'Amblimont |
| 2 | Grand | 70 | 420 | Job Forant |
| 2 | Illustre | 70 | 420 | Auguste de Beaulieu |
| 2 | Glorieux | 64 | 420 | Cavalerul de Valbelle |
| 2 | Sans Pareil | 64 | 420 | Cavalerul de Tourville |
| 2 | Tonnant | 64 | 420 | Marchizul d'Humières |
| 2 | Excellent | 60 | 370 | Pierre de Magnou |
| 2 | Fortune | 60 | 370 | Contele de Blenac |
| 2 | Diamant | 60 | 370 | Cavalerul de Beaumont |
| 2 | Fier | 60 | 370 | Cavalerul d'Hailly |
| 3 | Precieux | 52 | 325 | François Pannetier |
| 3 | Aimable | 52 | 330 | Cavalerul de Sebeville |
| 3 | Temeraire | 52 | 325 | Louis d'Infreville de Saint-Aubin |
| 3 | Vaillant | 52 | 325 | Cavalerul de Nesmond |
| 3 | Bon | 52 | 325 | Pierre de Cou |
| 3 | Oriflamme | 50 | 300 | Cavalerul de Bethune |
| 3 | Sage | 50 | 320 | Joseph de La Barre |
| 3 | Prince | 50 | 300 | François de Villeneuve-Ferriers |
| 3 | Aquilon | 50 | 300 | Louis Gabaret |
| 3 | Apollon | 50 | 325 | Joseph de Langeron |
| 3 | Duc | 50 | 300 | Cavalerul de Flacourt |
| 3 | Maure | 48 | 300 | Marchizul d'Amfreville |
| 3 | Bourbon | 48 | 300 | Treillebois de la Vigerie |
| Nave auxiliare aflate în spatele liniei | | | | |
| | Friponne | 10 | 50 | De Gros-Bois (fregată ușoară) |
| | Gaillarde | 12 | 50 | De Lizines (fregată ușoară) |
| | Lutine | 12 | 50 | De Rochefort (fregată ușoară) |
| | Subtile | 12 | 50 | De Champ-Martin (fregată ușoară) |
| | Hardi | 6 | 25 | Du Faye (barcă lungă) |
| | Entreprenante | 6 | 25 | La Preille (barcă lungă) |
| | Asseurée | 6 | 25 | Viviaux (barcă lungă) |
| | Droite | 4 | 20 | Noucy (barcă lungă) |
| | Fidelle | 4 | 10 | D'Armanville (barcă lungă) |
| | Ferme | 4 | 20 | De Beauregard (barcă lungă) |
| | Pomponne | 4 | 20 | Beaumanoir (barcă lungă) |
| | Fine | 4 | 20 | Levi (barcă lungă) |
| | Inconnue | 4 | 20 | Childeracq (barcă lungă) |
| | Entendu | 24 | 35 | Guillotin (navă incendiară) |
| | Serpent | 24 | 35 | Saint-Michel (navă incendiară) |
| | Caché | 24 | 35 | Des Grois (navă incendiară) |
| | Voile | 24 | 35 | Chaboisseau l'Ainé (navă incendiară) |
| | Fanfaron | 24 | 30 | Vidault (navă incendiară) |
| | Perilleux | 24 | 30 | Chaboisseau le Jeaune (navă incendiară) |
| | Ardent | 10 | 25 | Toreau (navă incendiară) |
| | Arrogant | ? | ? | ? (navă incendiară) |
| | Coche | 12 | 30 | De Bougestion (flută) |
| | Bienchargé | 12 | 30 | La Viluine (flută) |
| | Bienarrivé | 12 | 30 | Guillet (flută) |

| ESCADRA ROȘIE (ENGLEZĂ) (Prințul Rupert) (navele în linia de bătaie) 28 nave de linie și o fregata cu 1.884 tunuri si 11.120 oameni | ESCADRA ROȘIE (ENGLEZĂ) (Prințul Rupert) (navele în linia de bătaie) 28 nave de linie și o fregata cu 1.884 tunuri si 11.120 oameni | ESCADRA ROȘIE (ENGLEZĂ) (Prințul Rupert) (navele în linia de bătaie) 28 nave de linie și o fregata cu 1.884 tunuri si 11.120 oameni | ESCADRA ROȘIE (ENGLEZĂ) (Prințul Rupert) (navele în linia de bătaie) 28 nave de linie și o fregata cu 1.884 tunuri si 11.120 oameni | ESCADRA ROȘIE (ENGLEZĂ) (Prințul Rupert) (navele în linia de bătaie) 28 nave de linie și o fregata cu 1.884 tunuri si 11.120 oameni |
| Avangarda (John Harman) | Avangarda (John Harman) | Avangarda (John Harman) | Avangarda (John Harman) | |
| --- | --- | --- | --- | --- |
| Rang | Navă | Tunuri | Echipaj | Căpitan |
| 4 | Constant Warwick (?) | 42 | 170 | Joseph Harris |
| 3 | Anne | 60 | 340 | Thomas Elliott |
| 2 | French Ruby | 80 | 550 | Thomas Room Coyle |
| 3 | Lion | 60 | 340 | John Ashby |
| 1 | London | 100 | 750 | Vice-amiralul Sir John Harman (rănit mortal), căpitan William Holden                                                                |
| 3 | Warspite | 68 | 400 | Robert Stout |
| 4 | Happy Return | 48 | 240 | John Stainsby |
| 2 | Triumph | 70 | 500 | William Davies |
| 4 | Stavoreen | 50 | 200 | Charles Royden |
| Nave incendiare aflate în spatele liniei                                                                                            | | | | |
| | Leopard | 6 | 35 | Matthias Bird (capturată și apoi arsă)                                                                                              |
| | Robert | 4 | 30 | Richard Collins |
| | George | 6 | 45 | John Marshall |
| | Amity | 6 | 30 | William Pooley |
| Centrul (Prințul Rupert) | | | | |
| 2 | Royal Katherine | 100 | 600 | Sir George Legge |
| 3 | Mary | 60 | 300 | Sir Roger Strickland |
| 2 | Henry | 80 | 530 | Sir John Ernle |
| 4 | Crown | 50 | 200 | Richard Carter |
| 3 | Rupert | 64 | 400 | Sir John Holmes |
| 1 | Royal Sovereign | 100 | 850 | Amiralul Prințul Rupert de Rin, căpitani Sir William Reeves † și John Wetwang                                                       |
| 3 | Resolution | 70 | 400 | Sir John Berry |
| 4 | Princess | 54 | 240 | Thomas Mayo |
| 3 | Edgar | 74 | 400 | Richard le Neve † |
| 2 | Old James | 70 | 500 | James Storey |
| 5 | Pearl | 28 | 150 | Thomas Booth (fregată în spatele liniei)                                                                                            |
| Nave incendiare aflate în spatele liniei                                                                                            | | | | |
| | Ann & Christopher | 8 | 40 | Richard Haddock |
| | Friendship | 6 | 30 | John Kelsey † (arsă) |
| | Katherine | 6 | 30 | Matthias Bird (arsă) |
| | Supply | 6 | 35 | Henry Williams (arsă) |
| | Hopewell | 6 | 35 | Henry Fitton (arsă) |
| | St Lawrence | 6 | 20 | John Cooke (arsă) |
| | Hawke | 2 | 16 | John Lucas |
| | Thomas & Edward | 6 | 30 | Matthew Dawson |
| Ariergarda (John Chicheley) | | | | |
| 4 | Mary Rose | 48 | 220 | Thomas Hamilton |
| 2 | Victory | 80 | 530 | Sir William Jennens |
| 4 | Assurance | 42 | 170 | Ralph Lascelles |
| 3 | Fairfax | 72 | 340 | Dominic Nugent |
| 1 | Charles | 100 | 750 | Contra-amiralul Sir John Chicheley, căpitan Richard Dickenson                                                                       |
| 3 | Monmouth | 70 | 400 | Robert Robinson |
| 4 | Newcastle | 52 | 240 | John Pierce |
| 4 | Nonsuch | 40 | 170 | Lawrence Wright |
| 4 | Yarmouth | 52 | 240 | John Keene |
| Nave incendiare aflate în spatele liniei                                                                                            | | | | |
| | Truelove | 2 | 25 | Peter Bonamy (arsă) |
| | Dartmouth | 4 | 16 | John Burdick |
| | Wivenhoe | 6 | 20 | William Jacques |
| | Olive Branch | 6 | 35 | William Lee |

| ESCADRA ALBASTRĂ (ENGLEZĂ) (Edward Spragge) (nu se cunoaște ordinea exactă a navelor în linia de bătaie) 28 nave de linie și 1 fregată cu 1.742 tunuri si 10.231 oameni | ESCADRA ALBASTRĂ (ENGLEZĂ) (Edward Spragge) (nu se cunoaște ordinea exactă a navelor în linia de bătaie) 28 nave de linie și 1 fregată cu 1.742 tunuri si 10.231 oameni | ESCADRA ALBASTRĂ (ENGLEZĂ) (Edward Spragge) (nu se cunoaște ordinea exactă a navelor în linia de bătaie) 28 nave de linie și 1 fregată cu 1.742 tunuri si 10.231 oameni | ESCADRA ALBASTRĂ (ENGLEZĂ) (Edward Spragge) (nu se cunoaște ordinea exactă a navelor în linia de bătaie) 28 nave de linie și 1 fregată cu 1.742 tunuri si 10.231 oameni | ESCADRA ALBASTRĂ (ENGLEZĂ) (Edward Spragge) (nu se cunoaște ordinea exactă a navelor în linia de bătaie) 28 nave de linie și 1 fregată cu 1.742 tunuri si 10.231 oameni |
| Avangarda (Ossory) | Avangarda (Ossory) | Avangarda (Ossory) | Avangarda (Ossory) | |
| --- | --- | --- | --- | --- |
| Rang | Navă | Tunuri | Echipaj | Căpitan |
| 4 | Hampshire | 46 | 200 | Richard Griffith |
| 3 | York | 62 | 340 | Henry Clarke |
| 4 | Sweepstakes | 40 | 170 | Peter Belbin |
| 3 | Swiftsure | 66 | 400 | Richard Rooth |
| 1 | Saint Michael | 90 | 701 | Contra-amiralul Sir Thomas Butler, conte de Ossory, căpitan Sir John Narborough                                                                                         |
| 4 | Greenwich | 60 | 280 | Thomas Bridgman |
| 4 | Foresight | 52 | 220 | Richard James |
| 2 | Rainbow | 56 | 410 | Mark Harrison |
| 4 | Portsmouth | 48 | 200 | James Page |
| Nave auxiliare aflate în spatele liniei | | | | |
| y | Henrietta | 8 | 30 | Thomas Guy (yacht, scufundat) |
| s | Lizard | 4 | 25 | John Nicholson (slup) |
| Nave incendiare aflate în spatele liniei | | | | |
| | Firebush | 4 | 14 | John Maine |
| | Hope Prize | 2 | 16 | John Martin |
| Centrul (Spragge) | | | | |
| 3 | Dreadnought | 66 | 360 | Richard Trevanion |
| 2 | St George | 68 | 460 | Thomas Darcy |
| 4 | Bristol | 48 | 220 | Eric Sieubladh (Erik Sjöblad) |
| 3 | Henrietta | 60 | 340 | Gustavus, Count Horne |
| 1 | Royal Charles | 102 | 800 | John Hayward † |
| 1 | Royal Prince | 100 | 800 | Amiralul Sir Edward Spragge †, căpitan Thomas Fowler |
| 4 | Swallow | 46 | 220 | Edward Russell |
| 3 | Cambridge | 70 | 400 | Arthur Herbert |
| 4 | Advice | 46 | 220 | John Dawson |
| 3 | Dunkirk | 60 | 340 | Francis Courtney † |
| 5 | Guernsey | 30 | 150 | Leonard Harris (fregată în spatele liniei) |
| Nave incendiare aflate în spatele liniei | | | | |
| | Society | 6 | 45 | Robert Washbourne (arsă) |
| | Prudent Mary | 6 | 45 | Christopher Billop (arsă) |
| | Benjamin | 6 | 24 | John Pollea |
| | Blessing | 4 | 20 | William Andrews |
| | Pearl | 6 | 30 | William Booth |
| Ariergarda (Kempthorne) | | | | |
| 4 | Diamond | 48 | 220 | John Shelley |
| 2 | Unicorn | 64 | 420 | John Rogers |
| 4 | Ruby | 48 | 220 | Stephen Pyend |
| 3 | Monck | 58 | 340 | Bernard Ludman |
| 1 | Saint Andrew | 96 | 730 | Vice-amiralul Sir John Kempthorne, căpitan John Archer |
| 3 | Plymouth | 58 | 340 | Anthony Young |
| 4 | Falcon | 42 | 170 | Thomas Andrews |
| 3 | Gloucester | 60 | 340 | William Coleman |
| 4 | Bonadventure | 52 | 220 | Henry Killigrew |
| Nave incendiare aflate în spatele liniei | | | | |
| | Hester | 6 | 20 | Richard Painter |
| | Jason | 4 | 20 | Francis Turner |
| Alte nave auxiliare aflate în spatele liniei, a căror ordine nu este cunoscută                                                                                          | | | | |
| 5 | Nightingale | 34 | 140 | Edward Pierce (fregată) |
| 6 | Roebuck | 18 | 80 | Charles Lloyd (fregată) |
| | Roe | 6 | 12 | Joseph Simmons (Symonds) (dogger, scufundat) |
| | Rose | 6 | 12 | Ralph Wrenn (dogger, capturat) |
| | Fox | 0 | 7 | Morgan Phillips (șalupă) |
| | John’s Advice | ? | 54 | Robert Elfrith (navă spital) |
| | Bonetta | 4 | 36 | John Macklin (slup) |
| | Cutter | 4 | 12 | Walter Power (slup) |
| | Chatham | 4 | 36 | William Watson (slup) |
| | Chatham Double | 4 | 36 | Joseph Perriman (slup) |
| | Dolphin | 4 | 36 | William Orchard (slup, scufundat) |
| | Emsworth | 6 | 30 | Richard Country (slup) |
| | Hound | 8 | 36 | Robert Winn (slup) |
| | Invention | 4 | 12 | William Dixie (slup) |
| | Prevention | 4 | 12 | Elias Clifford (slup) |
| | Spy | 4 | 30 | Peter Cooper (slup) |
| | Vulture | 4 | 36 | Robert Porteen (slup) |
| | Woolwich | 4 | 36 | Alexander Smart (slup) |

## Flota Neerlandeză
60 nave de linie, 15 fregate (75 nave de război) cu 4.078 tunuri și 19.616 oameni, 25 nave incendiare, 18 iachturi și alte nave mici (~125 nave in total)

-

-

| A TREIA ESCADRĂ (inițial AVANGARDA, apoi ARIERGARDA) (Cornelis Tromp) (navele în linia de bătaie) 21 nave de linie și 5 fregate cu 1.469 tunuri si 6.418 oameni, 8 nave incendiare, 6 iachturi | A TREIA ESCADRĂ (inițial AVANGARDA, apoi ARIERGARDA) (Cornelis Tromp) (navele în linia de bătaie) 21 nave de linie și 5 fregate cu 1.469 tunuri si 6.418 oameni, 8 nave incendiare, 6 iachturi | A TREIA ESCADRĂ (inițial AVANGARDA, apoi ARIERGARDA) (Cornelis Tromp) (navele în linia de bătaie) 21 nave de linie și 5 fregate cu 1.469 tunuri si 6.418 oameni, 8 nave incendiare, 6 iachturi | A TREIA ESCADRĂ (inițial AVANGARDA, apoi ARIERGARDA) (Cornelis Tromp) (navele în linia de bătaie) 21 nave de linie și 5 fregate cu 1.469 tunuri si 6.418 oameni, 8 nave incendiare, 6 iachturi | A TREIA ESCADRĂ (inițial AVANGARDA, apoi ARIERGARDA) (Cornelis Tromp) (navele în linia de bătaie) 21 nave de linie și 5 fregate cu 1.469 tunuri si 6.418 oameni, 8 nave incendiare, 6 iachturi |
| Avangarda (Isaac Sweers) | Avangarda (Isaac Sweers) | Avangarda (Isaac Sweers) | Avangarda (Isaac Sweers) | |
| --- | --- | --- | --- | --- |
| Amiralitate | Navă | Tunuri | Echipaj (marinari+soldați) | Căpitan |
| Amsterdam | Provincie Utrecht | 60 | 250+42 | Jan Janszoon de Jongh |
| Noorderkwartier | Noorderkwartier | 60 | 257+17 | Jacob Roos |
| Amsterdam | Akerboom | 62 | 199+39 | Jacob Teding van Berkhout |
| Amsterdam | Witte Olifant | 82 | 376+100 | Vice-amiralul Isaac Sweeers † |
| Amsterdam | Geloof | 56 | 209+20 | Cornelis Tijloos |
| Rotterdam | Schieland | 58 | 142+84 | Adriaan Poort |
| Noorderkwartier | Jupiter | 42 | 177 | Pieter Bakker |
| Amsterdam | Bommel | 24 | 79+6 | Jan Bogaart (fregată) |
| Amsterdam | Popkensburg | 24 | 69+9 | Jan Noirot (fregată) |
| Amsterdam | Vrede | 4 | 17 | Dirk Klaaszoon Harney (navă incendiară) |
| Amsterdam | Leidster | 4 | 22 | Pieter van Grootveld (navă incendiară) |
| Amsterdam | Vis | ? | 15 | Harmen de Boer (navă incendiară) |
| Amsterdam | Triton | 10 | 34 | Nicolaas Portugaal (yacht) |
| Centrul (Cornelis Tromp) | | | | |
| Amsterdam | Zuiderhuis | 45 | 184+19 | Isaak Uitterwijk |
| Amsterdam | Komeetstar | 68 | 254+42 | Pieter van Middelland |
| Amsterdam | Kalantsoog | 68 | 201+55 | Volckert Hendricksz Swart † |
| Amsterdam | Gouden Leeuw | 82 | 428+46 | Locotenentul-Amiral Cornelis Tromp, căpitanii Thomas Tobiaszoon și Cornelis van den Heuvel |
| Rotterdam | Delft | 62 | 260+20 | Philips van Almonde |
| Amsterdam | Amsterdam | 60 | 241+11 | Cornelis van der Zaan |
| Amsterdam | Zeelandia | 44 | 170+30 | Daniel Elsevier |
| Amsterdam | Middelburg | 36 | 118+11 | Hendrick Span (fregată) |
| Amsterdam | Oudkarspel | 34 | 103+18 | Jan van Abkoude (fregată) |
| Amsterdam | Salvador | 4 | 21 | Jacob Vroom (navă incendiară) |
| Amsterdam | Wapen van Velsen | 4 | 24 | Jan van Kampen (navă incendiară) |
| Amsterdam | Jacob en Anna | ? | 22 | Jan Boomgaard (navă incendiară) |
| Amsterdam | Egmond | 10 | 33 | Jan Kramer (yacht) |
| Amsterdam | Parel | 6 | 33 | Teunis Post (yacht) |
| Amsterdam | Kits | 4 | 11 | Gilles Saloy (yacht) |
| Ariergarda (Jan de Haan) | | | | |
| Amsterdam | Prins te Paard | 55 | 210 | Adam van Brederode |
| Rotterdam | Wassenaer | 59 | 223+17 | Barend Rees |
| Noorderkwartier | Pacificatie | 76 | 315 | Cornelis Bakker |
| Amsterdam | Prins te Paard | 55 | 210+0 | Adam van Brederode |
| Amsterdam | Hollandia | 80 | 348+71 | Contra-Amiralul Jan de Haan |
| Amsterdam | Agatha | 50 | 180+23 | Pieter Cornelisz de Sitter |
| Amsterdam | Wakende Kraan | 44 | 185+8 | Pieter Claesz Dekker |
| Noorderkwartier | Wapen van Holland | 44 | 180 | Matthijs Dirksz Pijl |
| Amsterdam | Haas | 24 | 79 | Hans Hartwich (fregată) |
| Amsterdam | Draak | 4 | 20 | Willem Willemszoon (navă incendiară) |
| Amsterdam | Zalm | 4 | 16 | Cornelis Jelmertsz Kok (navă incendiară) |
| Amsterdam | Kater | 10 | 22 | Abraham Taalman (yacht) |
| Zeeland | Bruinvis | 6 | 25 | Jan Cornelisz Poot (yacht) |

-

-

| PRIMA ESCADRĂ (CENTRUL) (Michiel de Ruyter) (navele în linia de bătaie) 18 nave de linie și 6 fregate cu 1.354 tunuri si 6.435 oameni, 8 nave incendiare, 5 iachturi | PRIMA ESCADRĂ (CENTRUL) (Michiel de Ruyter) (navele în linia de bătaie) 18 nave de linie și 6 fregate cu 1.354 tunuri si 6.435 oameni, 8 nave incendiare, 5 iachturi | PRIMA ESCADRĂ (CENTRUL) (Michiel de Ruyter) (navele în linia de bătaie) 18 nave de linie și 6 fregate cu 1.354 tunuri si 6.435 oameni, 8 nave incendiare, 5 iachturi | PRIMA ESCADRĂ (CENTRUL) (Michiel de Ruyter) (navele în linia de bătaie) 18 nave de linie și 6 fregate cu 1.354 tunuri si 6.435 oameni, 8 nave incendiare, 5 iachturi | PRIMA ESCADRĂ (CENTRUL) (Michiel de Ruyter) (navele în linia de bătaie) 18 nave de linie și 6 fregate cu 1.354 tunuri si 6.435 oameni, 8 nave incendiare, 5 iachturi |
| Avangarda (Aert van Nes) | Avangarda (Aert van Nes) | Avangarda (Aert van Nes) | Avangarda (Aert van Nes) | |
| --- | --- | --- | --- | --- |
| Amiralitate | Navă | Tunuri | Echipaj (marinari+soldați) | Căpitan |
| Amsterdam | Spiegel | 70 | 314+12 | Comandor Jacob van Meeuwen |
| Rotterdam | Schiedam | 20 | 79 | Cornelis van der Hoeven (fregată) |
| Amsterdam | Beschermer | 50 | 200+16 | David Swerius † |
| Rotterdam | Eendracht | 72 | 353+57 | Locotenentul-Amiral Aert Jansse van Nes |
| Amsterdam | Essen | 50 | 194+20 | Philips de Munnik |
| Rotterdam | Utrecht | 34 | 143 | Jan Snellen (fregată) |
| Rotterdam | Harderwijk | 24 | 96 | Mozes Wichmanszoon (fregată) |
| Noorderkwartier | Caleb | 50 | 199 | Claes Pietersz Wijnbergen |
| Rotterdam | Maria | 4 | 22 | Dirk de Munnik (navă incendiară) |
| Amsterdam | Zaaier | 4 | 30 | Wijbrand Barendszoon (navă incendiară) |
| Zeeland | Tonijn | 6 | 30 | Pieter de Moor (yacht) |
| Centrul (Michiel de Ruyter) | | | | |
| Rotterdam | Maagd van Dordrecht | 68 | 312+76 | Contra-Amiralul Jan Jansse van Nes |
| Amsterdam | Damiaten | 32 | 79+8 | Mattheus Megank (fregată) |
| Rotterdam | Zeelandia | 42 | 133+13 | Simon van Panhuis |
| Amsterdam | Waasdorp | 68 | 268+43 | Engel de Ruyter |
| Rotterdam | Zeven Provincien | 80 | 464+48 | Locotenentul-Amiral-General Michiel Adriaansz de Ruyter, căpitani Gerard Callenburgh și Pieter de Liefde                                                             |
| Amsterdam | Steenbergen | 68 | 294+23 | Jan Paulusz van Gelder † |
| Amsterdam | Edam | 36 | 100+8 | Willem van Ewijk (fregată) |
| Rotterdam | Voorzichtigheid | 84 | 442+58 | Jan van Brakel |
| Rotterdam | Blackmoor | 4 | 20 | Abraham van Koperen (navă incendiară) |
| Rotterdam | Louise | 4 | 45 | Jan Danielsy van Rijn (navă incendiară) |
| Rotterdam | Jisper Kerk | 4 | 17 | Lens Harmenszoon (navă incendiară) |
| Amsterdam | Melkschuit | 4 | 17 | Jacob Schenk (navă incendiară) |
| Rotterdam | Rotterdam | 6 | 20 | Wijnand van Meurs (yacht) |
| Zeeland | Jonge Maria | 10 | 28 | Arnoud Leunissen (yacht) |
| Ariergarda (Jan de Liefde) | | | | |
| Noorderkwartier | Wapen van Alkmaar | 63 | 248 | Jan Krook |
| Rotterdam | Dordrecht | 44 | 152+19 | Frans van Nijdek |
| Rotterdam | Ridderschap van Holland | 64 | 209+80 | Eland du Bois |
| Rotterdam | Vrijheid | 80 | 402+32 | Vice-amiralul Jan de Liefde † |
| Rotterdam | Gelderland | 63 | 295+25 | Cornelis de Liefde |
| Noorderkwartier | Wapen van Medemblik | 44 | 179 | Hendrik Visscher † |
| Rotterdam | Rotterdam | 30 | 145 | Jacob Pietersz Swart (fregată) |
| Amsterdam | Stad Utrecht | 66 | 256+30 | Jan Davidsz Bondt |
| Rotterdam | Sint Pieter | ? | 15 | Gerrit Halfkaag (navă incendiară) |
| Rotterdam | ? | ? | 20 | Willem de Rave (navă incendiară) |
| Rotterdam | Hoop | 6 | 20 | Isaac Anteunisz van Anten (yacht) |
| Friesland | Liefde | ? | 28 | Jochem Jansen (yacht) |

-

-

| A DOUA ESCADRĂ (inițial ARIERGARDA, apoi AVANGARDA) (Adriaan Banckert) (navele în linia de bătaie) 21 nave de linie și 4 fregate cu 1.440 tunuri si 6.763 oameni, 9 nave incendiare, 7 iachturi | A DOUA ESCADRĂ (inițial ARIERGARDA, apoi AVANGARDA) (Adriaan Banckert) (navele în linia de bătaie) 21 nave de linie și 4 fregate cu 1.440 tunuri si 6.763 oameni, 9 nave incendiare, 7 iachturi | A DOUA ESCADRĂ (inițial ARIERGARDA, apoi AVANGARDA) (Adriaan Banckert) (navele în linia de bătaie) 21 nave de linie și 4 fregate cu 1.440 tunuri si 6.763 oameni, 9 nave incendiare, 7 iachturi | A DOUA ESCADRĂ (inițial ARIERGARDA, apoi AVANGARDA) (Adriaan Banckert) (navele în linia de bătaie) 21 nave de linie și 4 fregate cu 1.440 tunuri si 6.763 oameni, 9 nave incendiare, 7 iachturi | A DOUA ESCADRĂ (inițial ARIERGARDA, apoi AVANGARDA) (Adriaan Banckert) (navele în linia de bătaie) 21 nave de linie și 4 fregate cu 1.440 tunuri si 6.763 oameni, 9 nave incendiare, 7 iachturi |
| Avangarda (Cornelis Evertsen) | Avangarda (Cornelis Evertsen) | Avangarda (Cornelis Evertsen) | Avangarda (Cornelis Evertsen) | |
| --- | --- | --- | --- | --- |
| Amiralitate | Navă | Tunuri | Echipaj (marinari+soldați) | Căpitan |
| Noorderkwartier | Eenhoorn | 70 | 313+16 | Contra-Amiralul Jan Jansz Dick |
| Zeeland | Ter Veere | 50 | 216+40 | Dirk Jacobsz Kiela † |
| Noorderkwartier | Justina van Nassau | 66 | 270+15 | Jan Gerritsz van Muijs |
| Zeeland | Vlissingen | 48 | 185+18 | Salomon Le Sage |
| Zeeland | Zierikzee | 60 | 280+40 | Vice-Amiralul Cornelis Evertsen cel Tânăr |
| Noorderkwartier | Wapen van Enkhuizen | 70 | 320+26 | Leendert Kuiper |
| Zeeland | Delft | 34 | 120+11 | Adriaen Banckert cel Tânăr (fregată) |
| Amsterdam | Leeuwen | 50 | 200+10 | Jan Gijsels van Lier |
| Noorderkwartier | Witte Mol | 4 | 18 | Hendrik Munt (navă incendiară) |
| Amsterdam | kasteel van Loon | 4 | 19 | Pieter Hendriksz Pop (navă incendiară) |
| Zeeland | Sevillie | 2 | 17 | Anteunis Jansz Schalje (navă incendiară) |
| Zeeland | Goes | 8 | 25 | David van Geerstdale (yacht) |
| Zeeland | Zwaluw | 6 | 20 | Matthijs Lauwerens (yacht) |
| Centrul (Adriaen Banckert) | | | | |
| Zeeland | Utrecht | 50 | 148+42 | Simon Loncker |
| Amsterdam | Gideon | 62 | 230+20 | Barend Hals |
| Noorderkwartier | Wapen van Nassau | 58 | 232+20 | Pieter Karseboom |
| Zeeland | Domburg | 60 | 208+104 | Carel van de Putte |
| Zeeland | Walcheren | 70 | 375+45 | Locotenentul-Amiral Adriaen van Trappen Banckert |
| Noorderkwartier | Westfriesland | 78 | 327+17 | Jan Heck |
| Zeeland | Goes | 34 | 82+42 | Antheunis Matthijszoon (fregată) |
| Noorderkwartier | Gelderland | 45 | 226+20 | Maarten de Boer |
| Zeeland | Dordrecht | 50 | 148+52 | Willem Hendrickszoon |
| Zeeland | Dadelboom | 2 | 18 | Reinier Dirckszoon (navă incendiară) |
| Noorderkwartier | Christina Leonora | 2 | 17 | Pieter Sievertsz Bouckertsen (navă incendiară) |
| Zeeland | Catharina | 4 | 20 | Frederik Konvent (navă incendiară) |
| Zeeland | Samuel en Jakob | 4 | 19 | Simon Arendszoon (navă incendiară) |
| Zeeland | Hazewind | 7 | 25 | Tobias Adriaanszoon (yacht) |
| Zeeland | Lapmande | 8 | 25 | Schuyen (yacht) |
| Ariergarda (Enno Star) | | | | |
| Friesland | Prins Hendrik Casimir | 70 | 305+75 | Contra-Amiralul Hendrik Dirksz Bruynsveld |
| Amsterdam | Brak | 22 | 88+3 | Romere Vlak (fregată) |
| Friesland | Elf Steden | 50 | 210+74 | Witze Johannes Beima |
| Amsterdam | Tijdverdrijf | 56 | 200+45 | Gilles Schey |
| Friesland | Groningen | 70 | 305+30 | Vice-Amiralul Enno Doedes Star |
| Friesland | Windhond | 30 | 116+12 | Jan Pietersz Vinckelbos (fregată) |
| Noorderkwartier | Prins van Oranje | 64 | 277 | Claes Cornelisz Valehen |
| Friesland | Oostergoo | 58 | 237+69 | Jan Jansz Vijselaer |
| Zeeland | Burg | 2 | 16 | Huibrecht Wolfertsen (navă incendiară) |
| Friesland | Welkomst | ? | 18 | Ijsbrand Albertszoon (navă incendiară) |
| Zeeland | ? | ? | ? | Hendrik Pieterszoon (yacht) |
| Friesland | Hoop | 6 | 26 | Cornelis Reindertsz Eenarm (yacht) |
| Zeeland | Waterhond | 4 | 16 | Jacob Hamers (yacht) |